# Дан Балан
Дан Миха́йлович Бала́н (рум. Dan Mihai Bălan — Дан Міхай Белан; 6 лютого 1979, Кишинів, Молдавська РСР, СРСР) — молдовський музикант, автор пісень та продюсер, колишній соліст групи O-Zone, наразі проживає в Нью-Йорку, володіє румунською, російською, англійською, французькою та іспанською мовами. Перший і єдиний молдовський музикант, номінований на премію «Греммі» як співавтор хіта «Live Your Life» у виконанні співачки Ріанни і репера T.I. У 2024 році виступив з концертом в Одесі. Підтримав Україну у війні з РФ.

## Біографія
Дан Балан народився 6 лютого 1979 року в столиці Молдови Кишиневі в родині посла Михая Балана (останнім часом посол Молдови в Ізраїлі) та телеведучої Людмили Балан. У ранньому віці освоїв акордеон, закінчив музичну школу.
У 14-15 років грав у гуртах Pantheon і Inferialis в стилі gothic doom metal. Після розпаду Inferialis в 1998 році записав сольну пісню De La Mine (Де Ла Міне, укр. Від мене), в 1999 році разом з колишнім напарником Петру Желіховським створив групу O-Zone. Вийшов альбом Dar, Unde Eşti… (Дар, унде єшть… , укр. Але, де ти...), який мав величезний успіх.
У 2001 році переформував O-Zone, взявши до себе Арсенія Тодераша і Раду Сирбу. 2002 року групою був укладений контракт з румунською звукозаписною компанією та вийшов альбом Number 1 (укр. Номер 1). Пісні Numai Tu (Нумай ту, укр. Тільки ти) і Despre Tine (Деспре тіне, укр. Про тебе) стали в Молдові та Румунії хітами. Далі пішов альбом DiscO-Zone (укр. ДискО-зон) зі світовим хітом Dragostea Din Tei (Драгостя дін тей, укр. Перше кохання або укр. Любов у липах). Саме ця пісня та альбом принесли групі небувалу славу. У чарті Eurochart Hot 100 Singles пісня трималася на першому місці 12 тижнів та розійшлася в усьому світі тиражем в 12 мільйонів.
На початку 2005 року гурт O-Zone припинив своє існування, учасники зайнялися сольними проєктами. Дан створив попрок-групу під назвою Balan та виконав пісні Sugar Tunes Numa Numa (рок-обробка  Dragostea Din Tei) і 17. Паралельно під псевдонімом Crazy Loop був записаний альбом The Power of Shower (укр. Енергія ду́ша), реліз якого відбувся 1 грудня 2007 року. 1 грудня 2009 року в Кишиневі відбулася презентація нового альбому під назвою Crazy Loop Mix. Назва альбому пояснюється тим, що в ньому поєднані результати роботи співака під псевдонімом Crazy Loop та під власним ім'ям (на самому альбомі виконавець вказаний як Dan Balan).
У лютому 2010 року вийшов сингл «Chica Bomb», який посів перші місця в чартах. 31 липня 2010 року Дан представив у Москві нову пісню «Justify Sex», яка очолила офіційний чарт Росії. 29 жовтня 2010 року в ефірі радіостанції Love Radio відбулася прем'єра спільної пісні Дана з Вірою Брежнєвої «Пелюстками сліз», пісня також очолила офіційний чарт Росії, ставши третьою з трьох синглів Дана, які послідовно досягли першої сходинки. Також пісня «Chica Bomb» за підсумками 2010 року стала переможцем у номінації «Закордонний сингл, чоловічий вокал» (511 тис. повторів в ефірі) та посіла 2-ге місце в підсумковому чарті ТОП 800 за 2010 рік. Крім того, співак записав англо-грекомовну версію пісні із Елені Фурейра та виконав її на врученні премії MAD Video Music Awards 2010.
14 квітня 2011 року, в ефірі Радіо Energy зазвучала пісня «Freedom» і відразу ж опинилася в гарячій тридцятці. 27 червня 2011 року відбулася світова прем'єра кліпу на цю пісню. 23 вересня 2011 року в ефірі Love Radio відбулася прем'єра пісні рос. «Лишь до утра», вона одразу ж потрапила в чарти Русского радио, Big Love 20. 28 жовтня відбулася світова прем'єра кліпу на цю пісню на офіційній сторінці артиста у Facebook.
У 2019 році він став тренером 9-го сезону українського проєкту «Голос країни» на телеканалі «1+1». 28 жовтня 2019 року спільно з українською попдівою Тіною Кароль презентував на українській версії телешоу «Танці з зірками» композицію «Додому» в новій обробці. Пізніше зірки виступили з даною піснею на премії M1 Music Awards.
19 січня 2020 року повторно став наставником вже ювілейного сезону вокального талант-шоу «Голос країни» (Україна).
26 квітня 2020 року Тіна Кароль і Дан Балан на «Голос країни 10» презентували пісню «Помнишь».

## Політична позиція та благодійність
27 лютого висловив свою підтримку в Інстаграмі, опублікувавши прапор України та слова Тараса Шевченка.
У січні 2025 року Дан Балан узяв участь у благодійному концерті We Are! Concert in Support of Ukraine, що відбувся у церкві St John's Waterloo в Лондоні. Захід було організовано фестивалем Another Music Festival спільно з британською музичною спільнотою. Метою події був збір коштів для України, зокрема на медичне обладнання та мобільні амбулаторії. У концерті взяли участь молоді українські музиканти, які перебувають у Великій Британії, а також британські виконавці. Виручені кошти були передані організації Medical Life Lines Ukraine, яка займається доставкою медичних засобів до зон бойових дій в Україні.[первинне джерело]
У лютому 2025 року Балан підтримав державну кампанію UNITED24: Bring Light Back, спрямовану на забезпечення українських шкіл генераторами. У межах кампанії було зібрано понад 1 122 000 доларів США, що дозволило забезпечити понад 112 шкіл у семи регіонах України обладнанням для безперебійного енергопостачання. Завдяки цьому понад 30 000 учнів змогли продовжити навчання навіть під час тривалих відключень електроенергії.[первинне джерело]
У травні 2023 році зняв кліп Love Maria у довоєнному Києві під псевдонімом Crazy Loop.
9 серпня 2024 року на своєму концерті у Одесі заговорив української мовою.[значущість факту?]

## Дискографія

### Альбоми
| Назва                                            | Деталі                                                                       |
| ------------------------------------------------ | ---------------------------------------------------------------------------- |
| The Power of Shower (під псевдонімом Crazy Loop) | - Дата: 2 December 2007 - Поширення: MediaPro - Формат: CD, digital download |
| Crazy Loop Mix                                   | - Дата: 1 December 2009 - Поширення: Orange S.A. - Формат: CD                |
| Freedom, Part 1                                  | - Дата: 13 December 2012 - Поширення: Gala - Формат: CD, digital download    |

### Сингли
| Назва                                                                         | Рік  | Найвища позиція в чарті | Найвища позиція в чарті | Найвища позиція в чарті | Найвища позиція в чарті | Найвища позиція в чарті | Найвища позиція в чарті | Найвища позиція в чарті | Найвища позиція в чарті | Найвища позиція в чарті | Альбом                                                 |
| Назва                                                                         | Рік  | RUS                     | AUT                     | CZR                     | DEN                     | GER                     | GRE                     | JPN                     | SCO                     | UK                      | Альбом                                                 |
| ----------------------------------------------------------------------------- | ---- | ----------------------- | ----------------------- | ----------------------- | ----------------------- | ----------------------- | ----------------------- | ----------------------- | ----------------------- | ----------------------- | ------------------------------------------------------ |
| «De la mine»                                                                  | 1998 | —                       | —                       | —                       | —                       | —                       | —                       | —                       | —                       | —                       | Поза альбомом                                          |
| «Mm-ma-ma» (під псевдонімом Crazy Loop)                                       | 2006 | —                       | 49                      | —                       | —                       | 18                      | —                       | —                       | —                       | —                       | The Power of Shower / Crazy Loop Mix / Freedom, Part 1 |
| «Johanna (Shut Up!)» (під псевдонімом Crazy Loop)                             | 2007 | —                       | —                       | —                       | —                       | —                       | —                       | —                       | —                       | —                       | The Power of Shower / Crazy Loop Mix                   |
| «Despre tine cânt»                                                            | 2008 | —                       | —                       | —                       | —                       | —                       | —                       | —                       | —                       | —                       | Crazy Loop Mix / Freedom, Part 1                       |
| «Chica Bomb»                                                                  | 2009 | 1                       | 64                      | 6                       | 36                      | 37                      | 3                       | —                       | 32                      | 44                      | Crazy Loop Mix / Freedom, Part 1                       |
| «Justify Sex»                                                                 | 2010 | 1                       | —                       | —                       | —                       | —                       | —                       | —                       | —                       | —                       | Freedom, Part 1                                        |
| «Лепестками слез» (з Вірою Брежнєвою)                                         | 2010 | 1                       | —                       | —                       | —                       | —                       | —                       | —                       | —                       | —                       | Freedom, Part 1                                        |
| «Freedom»                                                                     | 2011 | 2                       | —                       | —                       | —                       | —                       | —                       | —                       | —                       | —                       | Freedom, Part 1                                        |
| «Лишь до утра»                                                                | 2011 | 2                       | —                       | —                       | —                       | —                       | —                       | —                       | —                       | —                       | Freedom, Part 1                                        |
| «Люби»                                                                        | 2012 | 13                      | —                       | —                       | —                       | —                       | —                       | —                       | —                       | —                       | Freedom, Part 1                                        |
| «Не любя»                                                                     | 2012 | 10                      | —                       | —                       | —                       | —                       | —                       | —                       | —                       | —                       | Freedom, Part 1                                        |
| «Lendo Calendo» (featuring Tany Vander and Brasco)                            | 2013 | 3                       | —                       | —                       | —                       | —                       | —                       | —                       | —                       | —                       | Поза альбомом                                          |
| «Домой»                                                                       | 2014 | 50                      | —                       | —                       | —                       | —                       | —                       | —                       | —                       | —                       | Поза альбомом                                          |
| «Funny Love»                                                                  | 2015 | —                       | —                       | —                       | —                       | —                       | —                       | —                       | —                       | —                       | Поза альбомом                                          |
| «Плачь»                                                                       | 2015 | —                       | —                       | —                       | —                       | —                       | —                       | —                       | —                       | —                       | Поза альбомом                                          |
| «Мало малины» (з Romanovskaya)                                                | 2016 | 154                     | —                       | —                       | —                       | —                       | —                       | —                       | —                       | —                       | Поза альбомом                                          |
| «Hold On Love»                                                                | 2017 | 81                      | —                       | —                       | —                       | —                       | —                       | —                       | —                       | —                       | Поза альбомом                                          |
| «Наше Лето» (з Вірою Брежнєвою)                                               | 2017 | 57                      | —                       | —                       | —                       | —                       | —                       | —                       | —                       | —                       | Поза альбомом                                          |
| «Allegro Ventigo» (featuring Matteo)                                          | 2018 | —                       | —                       | —                       | —                       | —                       | —                       | —                       | —                       | —                       | Поза альбомом                                          |
| «Numa Numa 2» (featuring Marley Waters)                                       |      | 81                      | —                       | —                       | —                       | —                       | —                       | 64                      | —                       | —                       | Поза альбомом                                          |
| «—» означає, що сингл або не вийшов у цій країні, або не брав участі в чарті. |      |                         |                         |                         |                         |                         |                         |                         |                         |                         |                                                        |

## Кліпи

### У складіO-Zone
- Numai Tu
- Despre Tine
- Dragostea Din Tei
- De Ce Plang Chitarele

### Під псевдонімомCrazy Loop
- Crazy Loop (Mm Ma Ma)
- Johanna (Shut Up!)

### Під іменемDan Balan
| Рік  | Назва                                       | Режисер         | Посилання | Кількість переглядів на YouTube* |
| ---- | ------------------------------------------- | --------------- | --------- | -------------------------------- |
| 2008 | Despre Tine Cânt (Partea 2)                 |                 | [ 20 ]    | 10 млн.                          |
| 2009 | Chica Bomb                                  | Хайп Віліамс    | [ 21 ]    | 19 млн.                          |
| 2010 | Лепестками слёз (спільно з Вірою Брежнєвою) | Алан Бадоєв     | [ 22 ]    | 50 млн.                          |
| 2011 | Justify Sex                                 |                 | [ 23 ]    | 6,8 млн.                         |
| 2011 | Freedom                                     | Павло Худяков   | [ 24 ]    | 15 млн.                          |
| 2011 | Лишь до утра                                |                 | [ 25 ]    | 38 млн.                          |
| 2012 | Люби                                        | Алан Бадоєв     | [ 26 ]    | 26 млн.                          |
| 2013 | Lendo Calendo                               | Алан Бадоєв     | [ 27 ]    | 24 млн.                          |
| 2015 | Плачь                                       | Алан Бадоєв     | [ 28 ]    | 23 млн.                          |
| 2017 | Hold on love                                | Алан Бадоєв     | [ 29 ]    | 32 млн.                          |
| 2017 | Наше лето                                   | Сергій Солодкий | [ 30 ]    | 22 млн.                          |
| 2018 | Numa numa 2                                 | Сергій Солодкий | [ 31 ]    | 134 млн.                         |
| 2018 | Allegro Ventigo (feat. Matteo)              | Сергій Солодкий | [ 32 ]    | 142 млн.                         |
| 2019 | Balzam (feat. Lusia Chebotina)              | Сергій Солодкий | [ 33 ]    | 42 млн.                          |
| 2020 | #ВСЕПРОБАЧАТИ (feat. Оксана Муха)           | Dan Balan       | [ 34 ]    | 11 млн.                          |

## Нотатки
1. ↑  У російськомовних поширене написання Дан Балан, що є транслітерацією англомовного сценічного імені співака — Dan Balan.